# Coleophora candidella
Coleophora candidella é uma espécie de mariposa do gênero Coleophora pertencente à família Coleophoridae.